# Dieu pardonne à mon pistolet
Pour plus de détails, voir Fiche technique et Distribution.
Dieu pardonne à mon pistolet (Dio perdoni la mia pistola) est un western spaghetti italien sorti en 1969, réalisé par Mario Gariazzo et Leopoldo Savona.

## Synopsis
Le ranger Johnny 'Texas' Brennan enquête sur la mort de Prescott, un rancher accusé de vol et condamné à mort, du moins à ce qu'il semble. Brennan se rend compte qu'il est suivi par Clayton, ancien homme de main de Prescott. Il découvre bientôt que c'est Clayton qui a tué Prescott.

## Fiche technique
- Titre français : Dieu pardonne à mon pistolet
- Titre original italien : Dio perdoni la mia pistola
- Genre : western spaghetti
- Réalisation : Mario Gariazzo, Leopoldo Savona
- Scénario : Mario Gariazzo, Leopoldo Savona
- Musique : Vasco et Mancuso
- Production : Paolo Moffa, Aldo Addobbati pour Ambrosiana Cinematografica
- Photographie : Stelvio Massi
- Montage : Edmondo Lozzi (non crédité)
- Décors : Gerardo Lizza
- Costumes : Vittorio Rossi
- Maquillage : Sandro Melaranci
- Pays :  Italie
- Durée : 94 min
- Année de sortie : 1969
- Langue originale : italien
- Format d'image : 2.35:1
- Distribution en Italie : Paris Etoile Films
- Date de sortie en salle en France : 23 juin 1971[1]

## Distribution
- Wayde Preston :  Texas
- Loredana Nusciak : Gladys Clayton
- Joe De Santis : Charlie Clayton
- Dan Vadis : Jason, adjoint du shérif
- José Torres : Jerome, métis
- Giuseppe Addobbati : shérif Brennan
- Livio Lorenzon : Ramon Ramirez
- Fedele Gentile : docteur Stevens (non crédité)
- Arturo Dominici : juge Collins (non crédité)
- Nino Marchetti : propriétaire du magasin (non crédité)
- Riccardo Pizzuti : Manuel Ramirez (non crédité)
- Luciano Bonanni : Tim, forgeron (non crédité)
- Salvatore Furnari : Bart, nain (non crédité)